# Luis Meseguer
Luis Alberto Meseguer Villanueva, noto semplicemente come Luis Meseguer (Madrid, 7 settembre 1999), è un calciatore spagnolo naturalizzato equatoguineano, difensore del Las Rozas e della nazionale equatoguineana.

## Caratteristiche tecniche
È un terzino sinistro.

## Carriera

### Club
Ha giocato nella terza e nella quarta divisione spagnola.

### Nazionale
Ha esordito con la nazionale equatoguineana il 17 novembre 2018 in occasione dell'incontro di qualificazione per la Coppa d'Africa 2019 contro il Senegal; è stato convocato per la Coppa delle nazioni africane 2021.